# Emuna Elon
Emuna Elon (en hébreu : אמונה אלון), née en 1955 à Jérusalem, est une auteure, journaliste et activiste des  droits des femmes israélienne.

## Biographie
Emuna Elon est née en 1955 à Jérusalem ; elle est la fille du rabbin et professeur Pinchas Hacohen Peli (en) et de son épouse Pnina. Elle a passé son enfance à  Jérusalem et à New York, a vécu de nombreuses années dans la colonie israélienne de Beit El, en Cisjordanie occupée et vit actuellement à  Jérusalem. Elle était mariée au rabbin Binyamin Elon et est la mère de six enfants. Son prénom, Emuna, signifie « Foi » en français.
De 1991 à 2005, elle écrit une chronique dans le Yediot Aharonot (le plus grand journal israélien[réf. nécessaire]), où elle défend en particulier la cause de la séparation du judaïsme et de la politique.
Elle a écrit des romans pour adultes et enfants, ainsi que des essais ; certains de ses romans ont été traduits en anglais, et en 2021, Une maison sur l'eau , est son premier roman traduit en français.

## Ouvrages
- (en) If You Awaken Love, London/New Milford, AmazonCrossing, 2007 (finaliste du National Jewish Book Awards de 2007)
- Une maison sur l'eau [« בית על מים רבים »]  (trad. de l'hébreu par Katherine Werchowski), Paris, Albin Michel,‎ mars 2021 (ISBN 978-2-226-44824-8)